# 야지드 보호군
야지드 보호군(Hêza Parastina Êzîdxanê or HPÊ)은 ISIL의 야지디인 학살로 2014년 여름 하이다르 셰쇼가 설립한 야지디인 군대이다. 야지디안 방어 부대나 신자르 보호군이라고도 알려져 있다. 이 부대는 신자르 저항부대를 비롯한 다른 주요 야지디 무장단체들보다 규모가 더 크다. 그러나 이들은 신자르 저항부대보다 IS와의 전투에 덜 적극적이며 덜 무장되어 있다. 이 무장단체는 유일하게 독립적으로 활동하는 부대이다. 다른 야지디인 무장단체는 다양한 쿠르드 정당들과 연합하여 활동한다. 사령관 하이다르 "우리는 다른 당이 아닌 야지디인들 만을 위해 싸운다."라고 말했다.
하이다르 셰쇼는 2015년 4월 5일 쿠르드 자치구에 의해 불법 무장단체를 창설했다는 이유로 체포되었다. 그는 1주일 후 석방되었다. 2015년 10월 HPS는 신자르 동맹에 참여했다. 2015년 11월 야지드 보호군은 그들의 명칭을 헤자 파라티자나 야지드 또는 야지드 보호부대로 명칭을 바꾸었다.

## 같이 보기
- 야지드 여성부대
- 신자르 저항부대
- 신자르 동맹